# Кочубей, Василий Васильевич (1784)
Василий Васильевич Кочубей (2(13) августа 1784, село Ярославец Глуховского уезда — 28 августа (9 сентября) 1844) — тайный советник (1835) из рода Кочубеев, полковник. Крупный землевладелец Глуховского уезда Черниговской губернии.

## Биография
Василий Васильевич был старшим сыном генерал-майора Василия Васильевича Кочубея (1756—1800) и Елены Васильевны (1762—1836), дочери последнего генерального писаря В. Г. Туманского. Супруги имели ещё дочь Елену (1793—1863) и трёх сыновей: Демьяна (1786—1859), Александра (1788—1866) и Аркадия (1790—1878).
Начальное образование получил дома, позднее по желанию дяди Виктора Павловича вместе с братом Демьяном был отправлен в частный пансион аббата Николя. Позднее к ним присоединились два младших брата.
На службу был зачислен в возрасте четырёх лет в 1788 году подпрапорщиком лейб-гвардии Семёновского полка, в 1794 году — каптенармус.
С 7 февраля 1799 года юнкер в Государственной коллегии Иностранных дел.
С 21 октября 1803 года — прапорщик в Кексгольмском гренадёрском полку.
4 октября 1804 года в Лейб-гвардии Преображенском полку. Подпоручик (16 октября 1806), поручик (25 апреля 1809). 4 февраля 1811 года был назначен адъютантом генерала от инфантерии Милорадовича.
5 августа 1811 — штабс-капитан. Кочубей принимал участие в русско-прусско-французской войне 1806—1807 годов, Отечественной войне 1812 года и заграничном походе. Участвовал в Бородинском сражении, сражениях под Вязьмой и Дорогобужем, Дрезденом и Лейпцигом. За отличие в сражении под Кульмом был награждён золотой шпагой с надписью «За храбрость».
20 января 1813 — капитан, 23 сентября 1813 — полковник. 27 января 1816 года уволен.
После выхода в отставку в 1823—1830 годах — коллежский советник и чиновник особых поручений при московском военном генерал-губернаторе. 3 апреля 1825 года — статский советник, 11 января 1828 года — действительный статский советник, внесён в список кандидатов в гражданские губернаторы. С 22 апреля 1830 года причислен к герольдии. С 6 апреля 1835 года — тайный советник.
Младший брат Аркадий так отзывался о нём:

Старший брат мой Василий Васильевич имел счастливейший характер: весёлый, добрый, он любил гостей, был душою общества, все соседи его любили, потому что как бывало только соберутся, он тотчас и музыку, и танцы устроит. Добрый был товарищ, хотя вина не пил; одна его слабость была — женщины— «Семейная хроника»
В 1829 году во время пребывания в Москве познакомился с Пушкиным.

## Брак и дети
Первая жена (с 1815) — Авдотья Васильевна Лизогуб (23 августа 1793 — 7 марта 1815), внучка дальней родственницы Кочубеев Настасьи Петровны Маркевич. Умерла вскоре после свадьбы от бугорчатки. Похоронена на Аскольдовой могиле в Киеве.
Вторая жена (с 1820) — Варвара Николаевна Рахманова (ум. 07.12.1846), дочь Н. М. Рахманова. Венчание было в имении её матери Великий Бобрик в Харьковской губернии. Супруги имели 4 детей:
- Елизавета (1821—1897) — супруга князя Льва Викторовича Кочубея (1810—1890);
- Елена (1824—1899) — супруга Константина Григорьевича Ребиндера (1824—1886);
- Екатерина (1826—1896) — супруга Григория Павловича Галагана (1819—1888);
- Василий (1829—1878) — коллежский секретарь, женат первым браком на дочери штабс-ротмистра Надежде Михайловне Маркович (1837—1852); вторым с 1867 года — на Марии Ивановне Драгневич (1848—?). Их сын Леонтий — земский деятель, член III Государственной думы от Черниговской губернии.

## Награды
- Орден Святого Владимира 4 степени с бантом (19 декабря 1812);
- Золотая шпага с надписью «За храбрость» (3 июня 1813);
- Орден Святой Анны 2 степени (15 июня 1813); алмазные знаки (17 августа 1813);
- Прусский орден Pour le Mérite (6 сентября 1813);
- прусский Кульмский крест (17 августа 1813);
- бриллиантовые знаки ордена Святой Анны (2 сентября 1826).

## Комментарии
1. ↑  В Малороссийском родословнике указано: золотое оружие получил ещё 3 июня 1813 года, а за сражение под Кульмом — бриллиантовые знаки ордена Святой Анны 2 степени и прусский Железный крест